# Финал Кубка Англии по футболу 1878
Финал Кубка Англии по футболу 1878 — футбольный матч, завершавший розыгрыш Кубка Англии сезона 1877/78 и прошедший 23 марта 1878 года на лондонском стадионе «Кеннингтон Овал». В нём встретились «Уондерерс» и «Ройал Энджинирс». Это был седьмой финал Кубка вызова Футбольной ассоциации, более известного как Кубок Англии, старейшего в мире футбольного турнира. К тому моменту «Уондерерс» уже завоевал 4 Кубка Англии, в том числе два предыдущих розыгрыша. Команда также выиграла первый финал турнира (в 1872 году), в котором победила «Энджинирс». Последние, в свою очередь, также имели трофей, который получили в 1875 году, победив в финальном матче «Олд Итонианс».
«Уондерес», считавшийся фаворитом в борьбе за третий подряд титул, открыл счёт уже на 5-й минуте усилиями Джарвиса Кенрика, но вскоре «Ройал Энджинирс» сравнял счёт. «Уондерерс» восстановил преимущество незадолго до перерыва и удвоил его во втором тайме. Согласно первоначальным правилам, Кубок должен был перейти на вечное хранение «Уондерерс» как победителю трёх подряд турниров, но представители клуба вернули трофей Футбольной ассоциации, попросив при этом, чтобы трофей никогда больше не переходил никакому клубу на вечное хранение.

## Путь к финалу
«Уондерерс» был действующим обладателем трофея. До этого лондонский клуб выигрывал его трижды: в 1872, 1873 и 1876 годах. В первом случае «Уондерерс» победил «Ройал Энджинирс» со счётом 1:0. «Энджинирс» же выиграл трофей в 1875 году.
Обе команды начали играть с первого раунда. В нём «Уондерерс» на домашнем поле разгромил «Пэнтерс» со счётом 9:1 и вышел во второй раунд, где им противостоял «Хай Уиком». «Уондерерс» победил их с ещё большей разницей — 9:0. В третьем раунде их противником стал «Барнс», оказавший серьёзное сопротивление. Капитан «Уондерерс» Артур Киннэрд не смог принять участие в игре. Матч завершился вничью 1:1, а в переигровке (к которой Киннэрд вернулся) «Уондерерс» выиграл со счётом 4:1. В четвертьфинале «Уондерерс» обыграл «Шеффилд» со счётом 3:0 и, благодаря нечётному количеству остававшихся команд, вышел прямиком в финал.
«Энджинирс» должен был играть в первом раунде с «Хайбери Юнион», но последние снялись с турнира, тем самым выведя «королевских инженеров» во второй раунд. В следующих двух раундах «сапёры», как их традиционно называли, разгромили «Пилгримс» со счётом 6:0 и валлийский клуб «Друидс» со счётом 8:0 и вышли в четвертьфинал. Хет-трики в обоих матчах оформил Роберт Хедли. В четвертьфинале «инженерам» противостоял обладатель трофея 1874 года «Оксфорд Юниверсити». Игра завершилась ничьей 3:3, переигровка также не выявила победителя — 2:2. Лишь во второй переигровке «Ройал Энджинирс» выиграл со счётом 4:2 и вышел в полуфинал. В нём клуб встретился с «Олд Харровианс», командой бывших учеников школы Хэрроу. Матч был сыгран на стадионе «Кеннингтон Овал», «Энджинирс» победил «Харровиэнс» со счётом 2:1 и вышел в финал.
| Противник «Уондерерс» | Результат | Переигровка | Раунд         | Противник «Ройал Энджинирс» | Результат       | Переигровка     |
| --------------------- | --------- | ----------- | ------------- | --------------------------- | --------------- | --------------- |
| Пэнтерс               | 9:1       | —           | 1 раунд       | Хайбери Юнион               | Отказ соперника | Отказ соперника |
| Хай Уиком             | 9:0       | —           | 2 раунд       | Пилгримс                    | 6:0             | —               |
| Барнс                 | 1:1       | 4:1         | 3 раунд       | Друидс                      | 8:0             | —               |
| Шеффилд               | 3:0       | —           | Четвертьфинал | Оксфорд Юниверсити          | 3:3             | 2:2, 4:2        |
| не играли             | не играли | не играли   | Полуфинал     | Олд Харровианс              | 2:1             | —               |

## Матч

### Обзор

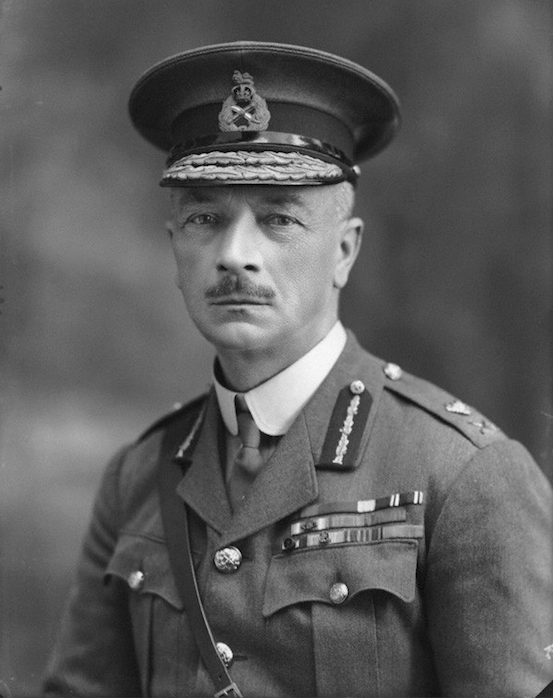
Ловик Фрэнд, защищавший ворота «Энджинирс» в матча

«Уондерерс», считавшийся фаворитом матча, выиграл вбрасывание монетки и выбрал ворота со стороны Харлифорд Роуд. На матче присутствовало примерно 4500 зрителей, что побило существовавший рекорд посещаемости матчей Кубка Англии. Обе команды играли по схеме 2—2—6 (с двумя защитниками, двумя хабеками и шестью нападающими). Капитанами команд были Артур Киннэрд («Уондерерс») и лейтенант Роберт Хидли («Ройал Энджинирс»). «Уондерерс» почти сразу начал доминировать в игре. Киннэрду удалось провести быструю атаку, закончившуюся ударом мимо ворот. Но уже на 5-й минуте Генри Уэйс совершил быстрый прорыв и отдал мяч Джарвису Кенрику, который забил мяч в ворота «Энджинирс», защищаемые лейтенантом Ловиком Фрэндом, открыв счёт в матче. Примерно десять минут спустя вратарь «Уондерерс» Джеймс Керкпатрик сломал руку во время борьбы на линии ворот, однако вынужден был остаться на воротах до конца матча. На 20-й минуте матча «Ройал Энджинирс» сравнял счёт. Многие источники считают автором гола лейтенанта Уильяма Морриса, однако в отчётах газет The Field, The Sporting Life и Bell's Life in London сказано, что Моррис лишь вбросил аут, после которого мяч ушёл за линию ворот. Незадолго до перерыва «Уондерерс» получил право на штрафной удар, который был забит Киннэрдом. Счёт стал 2:1. Современные источники признают этот гол, в то время как издания тех лет утверждают, что после розыгрыша мяча был нанесён удар, прошедший мимо ворот.
Вскоре после перерыва капитан «Энджинирс» Роберт Хидли получил хорошую возможность забить гол, однако он оказался в офсайде. Через двадцать минут после начала второго тайма Кенрик сделал «дубль» после блестящего розыгрыша Хьюберта Херона, тем самым установив в матче окончательный счёт — 3:1.

### Отчёт о матче
| Уондерерс                     | 3:1     | Ройал Энджинирс |
| ----------------------------- | ------- | --------------- |
| - Кенрик 5′ 65′ - Киннэрд 35′ | (отчёт) | Моррис 20′      |

| Уондерерс | Ройал Энджинирс |

| Уондерерс: |  |                         |
|            |  |                         |
| Вр         |  | Джеймс Керкпатрик       |
| Защ        |  | Алфред Стратфорд        |
| Защ        |  | Уильям Линдзи           |
| Хав        |  | Артур Киннэрд (капитан) |
| Хав        |  | Фредерик Грин           |
| Нап        |  | Чарльз Вулластон        |
| Нап        |  | Хьюберт Херон           |
| Нап        |  | Джон Уайли              |
| Нап        |  | Генри Уэйс              |
| Нап        |  | Чарльз Дентон           |
| Нап        |  | Джарвис Кенрик          |

| Ройал Энджинирс: |  |                                  |
|                  |  |                                  |
| Вр               |  | Лейтенант Ловик Френд            |
| Защ              |  | Лейтенант Джеймс Кауан           |
| Защ              |  | Лейтенант Уильям Моррис          |
| Хав              |  | Лейтенант Чарльз Мейн            |
| Хав              |  | Лейтенант Фредерик Хит           |
| Нап              |  | Лейтенант Чарльз Хейнз           |
| Нап              |  | Лейтенант Морган Линдзи          |
| Нап              |  | Лейтенант Роберт Хедли (капитан) |
| Нап              |  | Лейтенант Фрэнсис Бонд           |
| Нап              |  | Лейтенант Хорас Барнет           |
| Нап              |  | Лейтенант Оливер Рак             |

## После матча
До 1882 года команда-победитель получала трофей не на стадионе сразу после матча, а позднее, на праздничном ужине. Согласно первоначальным правилам, если одна команда три раза подряд выигрывала трофей, он передавался на вечное хранение клубу. Однако секретарь «Уондерерс» Чарльз Олкок вернул трофей Футбольной ассоциации при условии, что правило будет отменено и никакая другая команда больше не получит его на вечное хранение. Последний раз, когда команда выигрывала Кубок Англии три раза подряд, произошёл в 1880-е годы с «Блэкберн Роверс».
Три недели спустя после финала Кубка Англии «Уондерерс» сыграл против обладателя Кубка Шотландии, команды «Вейл оф Левен» на стадионе «Кеннингтон Овал». В матче, который называли «чемпионатом Британии», «Уондерерс» показал слабую для себя игру и проиграл со счётом 1:3.

### Сноски
A.↑  На базе данных исторических футбольных клубов (англ. Football Club History Database ошибочно указан счёт 2:2. В остальных источниках счёт 1:1.

### Прочие
1. 1 2  England FA Challenge Cup Finals. Rec.Sport.Soccer Statistics Foundation (12 июня 2009). Дата обращения: 7 марта 2011. Архивировано 13 января 2010 года.
2. ↑  Cavallini, 2005, p. 50.
3. 1 2  Wanderers. Football Club History Database. Дата обращения: 7 марта 2011. Архивировано 19 декабря 2009 года.
4. ↑  Warsop, 2004, p. 84-85.
5. ↑  Collett, 2003, p. 528.
6. ↑  Royal Engineers. Football Club History Database. Дата обращения: 7 марта 2011. Архивировано 2 октября 2009 года.
7. 1 2 3 4 5 6 7 8 9 10  Warsop, 2004, p. 48.
8. ↑  Warsop, 2004, p. 40-48.
9. ↑  The 7th edition of the "English Cup". 1877/78 season. IFFHS. Дата обращения: 14 марта 2011. Архивировано 19 июля 2011 года.
10. ↑  Warsop, 2004, p. 35.
11. ↑  Gibbons, Philip. Association Football in Victorian England – A History of the Game from 1863 to 1900 (англ.). — Upfront Publishing, 2001. — P. 51. — ISBN 1-84426-035-6.
12. ↑  Nationwide Football Annual 2009–2010 (неопр.) / Barnes, Stuart. — SportsBooks, 2009. — С. 132. — ISBN 1-899807-81-0.
13. 1 2 3  Warsop, 2004, p. 36.
14. ↑  Warsop, 2004, p. 53.
15. 1 2 3  Cavallini, 2005, p. 51.
16. ↑  Cavallini, 2005, p. 138.
17. ↑  Collett, 2003, p. 116&630.